# Салихов, Мидхат Абдулович
Мидхат Абдулович Салихов (19 сентября 1923 — 30 августа 1994, Москва) — командир батареи 676-го артиллерийского полка, лейтенант. Герой Советского Союза.

## Биография
Родился 19 сентября 1923 года в деревне Янгильдино ныне Козловского района в семье крестьянина. Татарин. Окончил школу-семилетку, 2 курса Казанского технологического техникума, курсы техников-строителей при гидроземтехникуме в Ашхабаде.
В Красной Армии с 1942 года. В 1942 окончил Подольское артиллерийское училище, которое тогда действовало в эвакуации в Бухаре.
Участник Великой Отечественной войны с июня 1942. Командир батареи лейтенант М. А. Салихов в ночь на 4 октября 1943 года организовал переправу батареи через Днепр на подручных средствах у села Лютеж. В боях за плацдарм его батарея нанесла противнику значительный урон в живой силе и технике, обеспечивая переправу через реку частей дивизии.
Указом Президиума Верховного Совета СССР «О присвоении звания Героя Советского Союза генералам, офицерскому, сержантскому и рядовому составу Красной Армии» от 10 января 1944 года за «образцовое выполнение боевых заданий командования на фронте борьбы с немецко-фашистскими захватчиками и проявленные при этом отвагу и геройство» был удостоен звания Героя Советского Союза с вручением ордена Ленина и медали «Золотая Звезда».
После Победы продолжил службу в Советской Армии. В 1948 окончил Военную академию имени М. В. Фрунзе, в 1966 — Военную академию Генерального штаба. Служил начальником штаба стрелкового полка, командиром стрелкового полка заместителем начальника штаба военного округа, старшим преподавателем в Военной академии Генерального штаба. Генерал-майор.
В 1993 году вышел в отставку в звании генерал-лейтенанта. Жил в городе-герое Москве. Умер 30 августа 1994 года. Похоронен в Москве на Троекуровском кладбище. Генерал-лейтенант.

## Награды
Награждён орденом Ленина, 2 орденами Красного Знамени, орденами Отечественной войны 1-й и 2-й степеней, орденом «За службу Родине в Вооружённых Силах СССР» 3-й степени, медалями, иностранной наградой — орденом Тудора Владимиреску 4-й степени.